# Cathy Ferguson
Cathy Ferguson (n. 22 iulie 1948, Stockton, California, SUA) este o înotătoare americană, medaliată olimpică. A participat la o ediție a Jocurilor Olimpice (1964) în care a câștigat 3 medalii de aur.